# Meteorito de Ibitira
O meteorito de Ibitira é um meteorito que atingiu a região da vila de Ibitira, município de Martinho Campos, Minas Gerais, Brasil. Sua queda foi observada em 30 de junho de 1957 por volta das 17h15. Há diversos relatos de que o meteorito tenha sido visto inclusive de Belo Horizonte, a cerca de 100km do local da queda. Observadores descreveram como um bólido avermelhado em forma de ovo, tendo posteriormente ficado prateado. O som da explosão, também ouvido a grandes distâncias, se assemelhava a um trovão, conforme descrições da época. Houve também anotações do rastro deixado pelo meteorito, tanto durante a passagem como nos instantes posteriores, já modificada pelo vento. 
As buscas realizadas pelos observadores do Centro de Estudos Astronômicos César Lattes (atual CEAMIG) por fragmentos do meteorito foram a princípio infrutíferas, vez que o local da queda é um cerrado difícil de pesquisar. Posteriormente, foi organizada uma caravana, iniciada em 3 de agosto. Ao voltar a Ibitira, os pesquisadores vieram a saber que um lavrador que apanhava lenha na capoeira encontrara uma pedra estranha que apanhara e entregara a um farmacêutico local. Tratava-se de um meteorito de cerca de 2,5 kg com uma camada exterior preto brilhante típica de alguns tipos de acondritos, embora a estrutura interna vesicular diferisse dos meteoritos conhecidos até então. A análise do mineral ficou a cargo do Instituto Tecnológico de Belo Horizonte, que embora tenha dado a descrição petrológica, não o classificou como meteorito. O reconhecimento veio a ocorrer em dezembro de 1957, no Meteoritical Bulletin nº 6 .

## Ligações Externas
- Meteorito de Ibitira na  International Meteoritical Society (em inglês).